# Thomas Berger
Thomas Louis Berger (20. srpnja 1924.) je američki romanopisac.

## Životopis
Rođen je u Cincinnatiju, Ohio. 1943. godine pristupio je američkoj vojsci, a vojni je rok služio u Europi. Zatim je studirao na University of Cincinnati i na Sveučilištu Columbia. Prije objavljivanja svog prvog romana, Crazy in Berlin (1958.), radio je kao knjižničar i novinar. 
Berger je možda najpoznatiji zbog filma napravljenog prema njegovom romanu Little Big Man, u kojem je nastupio Dustin Hoffman. Prema njegovom romanu iz 1980., Neighbors, također je napravljen filmu, Neighbors u kojem glume John Belushi, Dan Aykroyd i Cathy Moriarty. Godine 1984. povjerenstvo za Pulitzerovu nagradu nominiralo je njegovu knjigu The Feud, ali odbor za Pulitzerovu nagradu promijenio je njihovu odluku te je nagradu dobio William Kennedy Ironweed.